# Jolene (singel Cake)
Jolene – singiel zespołu Cake wydany w roku 1994, który później znalazł się na longplayu zespołu – Motorcade of Generosity. Jest to Cover piosenki Dolly Parton o tym samym tytule.

## Spis utworów
1. "Jolene" – 5:19
2. "Comanche" – 2:09
3. "You Part The Waters" – 2:50